# صغری باقرزاده
صغری باقرزاده (ترکی آذربایجانی: Suğra Sadiq qızı Bağırzadə)، (متولد ۱۰ فوریه ۱۹۴۷) هنرمند اهل کشور آذربایجان است. او به خاطر اجرای ترانه جوجه‌لریم مشهور شد.

## زندگی‌نامه
صغری باقرزاده در ۱۰ فوریه ۱۹۴۷ در شهر باکو به دنیا آمد. او از دوران کودکی به هنر علاقه نشان داد، اولین کار او که موفقیت‌آمیز هم بود ترانه جوجه‌لریم (جوجه‌های من) بود که در جشن جشنواره فرهنگ آذربایجان در مسکو در سال ۱۹۵۹ روی صحنه تالار بولشوی اجرا شد. در اجرای صغری باقرزاده و همراهی ارکستر دولتی سمفونیک جمهوری آذربایجان به سرپرستی نیازی آهنگ «جوجه لریم» در مجموعه «بهترین صداهای کودکانه جهان» قرار گرفت.
او در ۱۲ سالگی به عنوان بازیگر دوبلاژ به استودیو آذربایجان فیلم دعوت شد. او هنگام تحصیل در کلاس هشتم در فیلم کوتاه «جاده‌ها و خیابان‌ها» به کارگردانی زینب کازیموا بازی کرد. در سال ۱۹۶۳، باقرزاده به نقش اصلی در فیلم آغارزا قلی اف «اولدوز» دعوت شد که در اواسط دهه ۶۰ میلادی بسیار محبوب شد.
وی پس از فارغ‌التحصیلی از رشته مهندسی و فناوری آکادمی نفت آذربایجان در سال ۱۳۵۹ به عنوان مهندس به «آذربایجان فیلم» بازگشت و در عین حال به عنوان بازیگر به کار خود ادامه داد.
صغری باقرزاده عضو اتحادیه هنرمندان آذربایجان، اتحادیه سینماگران آذربایجان و کنفدراسیون سینماگران کشورهای مستقل مشترک المنافع و کشورهای بالتیک است.او بیش از ۲۰۰ اثر دارد که در لتونی، روسیه، فرانسه، مالزی، نیوزیلند، بریتانیا، کرواسی، ژاپن و چین به نمایش گذاشته است.

## افتخارات و جوایز
در سال ۲۰۰۸ با حکم رئیس‌جمهور آذربایجان، صغری باقرزاده عنوان «هنرمند ارجمند آذربایجان» را به خود اختصاص داد.
صغری باقرزاده به دلیل فعالیت‌ها و سهم خود در فرهنگ جهانی جوایز و عناوین افتخاری بسیاری دریافت کرد:
- «دکتر افتخاری» (۲۰۱۵)، مدال «ستاره طلا» (۲۰۱۵) و «فرهنگ فرهنگ ۲۰۱۵ در جهان ترک» به دلیل مشارکت در فرهنگ جهان ترک و توسعه روابط برادرانه آذربایجان و ترکیه، که توسط مطالعات جهان ترکی آکادمی بین‌المللی علوم[۴]
- دیپلم «بنیان‌گذار یک جهت حرفه ای جدید در صنعت گل فروشی» (۲۰۱۶)، که توسط شورای جهانی گل اعطا شده است، که یک بار دیگر بر منحصر به فرد بودن آثار او و فناوری‌های مورد استفاده در ایجاد آنها تأکید می‌کند.
- گواهی افتخار برای شرکت در نمایشگاه بین‌المللی طراحان گلفروش در سن پترزبورگ (۲۰۱۶) که به سیصدمین سالگرد پترهوف اختصاص دارد و دیپلم اصالت مجموعه ارائه شده «پیشنهاد به دوست پترهوف»؛ جوایز «وظیفه و افتخار» و «منافع، افتخار و شکوه» (۲۰۱۶) از سوی شورای جوایز عمومی سازمان ملل متحد (UNCOPA).[۵][۶]
- در تاریخ ۱ اوت ۲۰۱۸، بر اساس فرمان شماره ۳۷۶ رئیس‌جمهور جمهوری آذربایجان، مدال ترقی (پیشرفت) به وی اعطا شد.[۷]
- در ۸ نوامبر ۲۰۲۱، برای خدمات بزرگ به فرهنگ جهانی، شورای جوایز عمومی سازمان ملل متحد (UNCOPA) مدال لئوناردو داوینچی را به صغرا باقرزاده اعطا کرد.[۸]

## فیلم‌شناسی
- "جاده‌ها و خیابان ها" ("آذربایجان فیلم"، ۱۹۶۱).
- اولدوز (آذربایجان فیلم، ۱۹۶۳).
- "مردی متولد می‌شود" (آذربایجان فیلم، ۱۹۷۴)
- «سیب‌های شگفت‌انگیز» («آذربایجان فیلم»، ۱۹۷۶).
- "امروز، فردا و…" (روسیه، ۱۹۷۷).
- «شیر از خانه رفت» ۲ سری (آذربایجان فیلم، ۱۹۷۷).
- تله (آذربایجان فیلم، ۱۹۹۳).
- "جوجه‌های من" (AzTV، ۱۹۹۵).
- "رویا" ("آذربایجان فیلم"، ۲۰۰۱).
- "اعدام لغو شد" ("آذربایجان فیلم"، ۲۰۰۳).
- "آخرین شاهد" ۴ سری (AzTV، ۲۰۰۴).
- "بازار سیاه" (استودیو M&M، ۲۰۱۰).
- "تیزتر از شمشیر." (کارگردان A. Muradov، ۲۰۱۱).
- "بخش سیزدهم" (همراه با کانال تلویزیونی "میر"، ۲۰۱۴).
- "زندگی، تو چقدر عجیبی" (تلویزیون "خزر"، ۲۰۱۵–۱۶).
- "قطاری به نام زمان". (کارگردان K. Musayev، ۲۰۱۶)
- "تاب بر فراز خزر" (کارگردان G. Askerov، ۲۰۱۹)
- "نامه افتخار" (کارگردان R. Huseynov, 2021)